# Bythiospeum labiatum
Bythiospeum labiatum е вид коремоного от семейство Hydrobiidae. Видът е застрашен от изчезване.

## Разпространение
Разпространен е в Германия.